# A kis hableány (film, 1989)
A kis hableány (eredeti cím: The Little Mermaid) 1989-ben bemutatott amerikai rajzfilm, amely a Kis hableány-trilógia első része. Az azonos című Andersen-mese egyik feldolgozása. A 28. Disney-film írói és rendezői Ron Clements és John Musker. Az animációs játékfilm producerei Howard Ashman és John Musker. A zenéjét Alan Menken szerezte. A mozifilm a Walt Disney Pictures és a Walt Disney Feature Animation gyártásában készült, a Buena Vista Pictures forgalmazásában jelent meg. Műfaja zenés romantikus fantasy. A film óriási sikert aratott mind a kritikusok, mind a közönség körében, máig is az egyik leghíresebb Andersen-mesefeldolgozásként ismerik. Többek közt ez a film indította el az úgynevezett Disney-reneszánsz korszakot, amely egészen a 2000-es évek végéig tartott. A Disney-féle feldolgozást számos híres folytatás követte és televíziós sorozat, 2008-ban pedig élő szereplőkkel színházi darabként a Broadway-n adták elő.
Amerikában 1989. november 17-én, Magyarországon 1990. december 6-án, felújított változattal 1998. április 2-án mutatták be a mozikban.

## Rövid történet
Egy sellőhercegnő fausti alkut köt, hogy feljusson a felszínre, emberré váljon, és elnyerje egy herceg szerelmét.

## Cselekmény
|  | Alább a cselekmény részletei következnek! |

Atlantikát, egy víz alatti birodalmat sellők népesítenek be. Uralkodójuk Triton király, akinek hét lánya van, közülük a legkisebb a tizennyolc éves Ariel. Ariel megmagyarázhatatlanul vonzódik az emberek világához, érdekli minden olyan dolog, ami velük kapcsolatos. Az idejét a víz felett szereti tölteni, amivel gyakran ki is vívja apja haragját, aki tilt minden sellőt a víz feletti világtól, mondván, hogy az emberek veszélyesek rájuk, tengeri lényekre nézve.
Egy alkalommal Ariel észrevesz egy hajót, amint a tengeren úszik, és kíváncsian követni kezdi. A hajón egy közeli királyság alattvalói ünneplik a királyság ifjú hercegének, Ericnek a huszadik születésnapját. Ariel első pillantásra beleszeret a jóképű hercegbe.
Vihar tör ki a tengeren, ami porrá zúzza a hajót, ám a legénység megmenekül, kivéve Ericet, aki a vízbe zuhan. Ariel kimenti a herceget a vízből és épségben partra juttatja. Eric mindebből csak arra emlékszik, hogy egy gyönyörű lány mentette ki a tengerből, aki varázslatos hangon énekelt. Megfogadja, hogy előbb-utóbb megtalálja őt, és feleségül veszi.
A történtek után Ariel még jobban vágyik az emberek világába, mint eddig valaha. Különös viselkedése azonban felkelti az apja figyelmét, aki, miután rájön, hogy a lánya beleszeretett egy emberbe, éktelen haragra gerjed, és megbünteti őt. Ariel ezért felkeresi a tengerek poliptestű boszorkányát, Ursulát, abban reménykedve, hogy neki hatalmában áll valóra váltani azon vágyát, hogy az emberek közt élhessen. Ursula (aki egyébként Arielt akarja felhasználni a Triton király elleni gonosz tervében) felajánlja, hogy emberré változtatja a hableányt, cserébe annak gyönyörű hangjáért. Továbbá figyelmezteti, hogy a varázslat mindössze három napig tart, ha addig a herceg szerelmes csókot vált vele, akkor egy életre ember marad, de ha nem, visszaváltozik hableánnyá, és örök időkre Ursula rabszolgája lesz. Ariel mindenbe beleegyezik szerelme kedvéért, az alku megköttetik, a bűbáj pedig végbemegy.
Ariel emberi lábakat kap az uszonya helyére, amelyekkel kisebb-nagyobb sikerrel próbál boldogulni a szárazföldön. Rövidesen újra találkozik Eric herceggel, aki befogadja őt a kastélyába. Az elkövetkezendő napokban Arielnek alkalma lesz közelebbről is megismerkedni az emberek világával, Ericcel az oldalán, aki vállalkozott rá, hogy kísérője lesz a felettébb kedves, ám néma hölgynek. Az idő azonban vészesen fogy Ariel számára, így vidám tengeri barátai, Ficánka, a lepényhal, Sebastian, a rák és Hablaty, a sirály mindent megtesznek, hogy közelebb hozzák őt a herceghez, és szerelmes csókot váltsanak egymással.
Ursula varázslattal fiatal lánnyá változtatja magát, és Ariel hangját felhasználva elcsábítja a herceget, aki meg van róla győződve, hogy e hang gazdája az ő titokzatos szerelme. Bejelenti, hogy minél hamarabb feleségül veszi a lányt, a ceremóniát pedig egy nagy óceánjárón tartják meg. Arielnek majd meghasad a szíve, mikor szerelmét egy másik lány karjai közt látja. Barátai azonban rájönnek Ursula cselvetésére, és mindent megtesznek, hogy megakadályozzák a közelgő esküvőt; valamennyi tengeri állat felszökik az esküvői hajóra, és óriási felfordulást keltenek. A felfordulás hevében összetörik Ursula varázsmedálja, így ő visszaváltozik eredeti alakjába, Ariel pedig visszanyeri hangját. Eric ráébred, hogy Ariel az ő igaz szerelme. Mielőtt azonban megcsókolhatná, lenyugszik a Nap a harmadik napon, így Ariel, a boszorkánnyal kötött alku értelmében, visszaváltozik sellővé.
A diadalmas Ursula visszatér Ariellel a tenger mélyére.
Triton király érkezik Ariel megmentésére, a lányt azonban köti Ursula szerződése. A tengeri boszorkány felajánlja, hogy szabadon engedi a hableányt, cserébe, ha Triton átadja neki a hatalmát. A király beleegyezik a dologba, így Ursula megszerzi a koronáját, és Triton mágikus erejű szigonyát. A hatalomra jutott boszorkány immár Ariel megölésére készül, de Eric a tengerbe veti magát és felveszi vele harcot.
Ursula a szigony erejével hatalmas vihart idéz elő a tengeren, hogy elpusztítsa a szerelmeseket. A vihar a felszínre sodor egy régi hajóroncsot, amit Eric némi vesződés után az irányítása alá von, és átgázol vele Ursulán, aki odavész a romok között. A boszorkány halálával megtörnek a varázslatai is, így Triton király visszanyeri hatalmát. Belátja, hogy tévedett az emberekkel kapcsolatban, és, hogy Ariel tiszta szívéből szereti Ericet. Így végül ő maga változtatja Arielt emberré a szigonyával, hogy a lány együtt lehessen szerelmével. Ariel és Eric egybekelnek, s valamennyi tengeri lény óriási boldogságban ünnepli őket.
|  | Itt a vége a cselekmény részletezésének! |

## Szereplők
| Szereplők         | Eredeti hang              | Magyar hang      | Leírás |
| ----------------- | ------------------------- | ---------------- | --- |
| Ariel             | Jodi Benson               | Oszvald Marika   | Egy hableány, testét deréktól lefelé hosszú halfarok borítja. Az eredeti Andersen-mesével ellentétben a hableány kidolgozottabb karakter, a filmben nevet is kap, ami a műben nem volt neki. Jodi Bensont, aki elsősorban színpadi előadóként szerepelt sokat, azért választották ki a szereplő hangjának, mert olyasvalakit kerestek a szerepre, akinek a hangja beszéd és ének terén is egyformán dallamos. A magyar változatban hasonló adottságok miatt kapta meg Oszvald Marika operett-énekesnő a szerepet. |
| Eric herceg       | Christopher Daniel Barnes | Zalán János      | Egy jóképű, életvidám herceg. A szereplő szinkronjának kezdetben Jim Carrey volt kijelölve. |
| Ursula            | Pat Carroll               | Schubert Éva     | A tengerek gonosz boszorkánya, kinek teste polipcsápokban végződik, a történet negatív főszereplője. Ravasz és fondorlatos, és különös tehetsége van a varázsláshoz. Az eredeti műben a tengeri boszorkány nem lényeges szereplő, az alkotók a filmben szándékosan választották főgonosznak. Elmondásuk szerint a karakter alakját jórészt Divine művésznőről mintázták. Az alkotók első választása a szereplő hangjának nem Pat Carroll volt. Bea Arthur volt kezdetben kijelölve a szerepre, ám miután ő nem vállalta a munkálatokat, a választások Nancy Marchand, Nancy Wilson, Roseanne, Charlotte Rae és Elaine Stritch között zajlottak. Végül Stritch kapta meg a szerepet, aki néhány hónappal munkálatok megkezdése előtt visszavonult, így Pat Carroll váltotta fel helyét. |
| Sebastian         | Samuel E. Wright          | Vass Gábor       | Kis termetű rák, Triton király főtanácsosa, és udvari zeneszerzője. A király kezdetben Ariel felügyeletével bízza meg őt, ám Sebastian idővel nagyon a szívére veszi Ariel sorsát, és igyekszik őt segíteni, amiben csak tudja. Az eredeti mesében nincs benne. |
| Ficánka           | Jason Marin               | Simonyi Balázs   | Ariel legközelebbi barátja, egy kedves, bár kissé ijedős trópusi hal. Ő az egyetlen, aki tisztában van Ariel titkával arról, hogy az emberek világába vágyódik. Többek között ő kíséri el a hableányt különböző felfedezőútjaira, pedig ilyenkor vacog a félelemtől. Nem szerepel az eredeti műben. |
| Hablaty           | Buddy Hackett             | Szombathy Gyula  | Tengerparti sirály, Ariel jóbarátja. Ariel gyakran fordul hozzá segítségért, ha többet szeretne megtudni bizonyos emberi tárgyakról, amikről Hablaty örömmel kioktatja a hableányt, általában tévesen (pl.: Ariel a villát fésűnek hiszi). Noha nem a legfényesebb elme, Hablaty segítőkész, és kalandvágyó, aki mindig készen áll egy kis akcióra. A szereplő hangjára Bill Maher és Michael Richards is esélyes volt. |
| Triton király     | Kenneth Mars              | Mádi Szabó Gábor | Keménykezű, nagy hatalmú uralkodója a tengereknek, Ariel apja. Gondviselően óvja a népe és saját családja biztonságát, az embereket pedig ellenségeknek tartja a vízben élő lények számára. Idővel azonban kénytelen megváltoztatni a világnézetét, különösen, mikor a lánya boldogsága kerül szóba. Az alkotók többek között a mitológiai Poszeidón istenről mintázták Triton karakterét. |
| Grimsby           | Ben Wright                | Rátonyi Róbert   | Eric herceg jámbor nevelőapja, aki arra biztatja az ifjút, hogy találjon végre lányt magának, akit feleségül vehet, ami nemcsak a saját, de egyben a királyság érdeke is. |
| Carlotta          | Edie McClurg              | Csala Zsuzsa     | Szobalány Eric királyságában, kedves és barátságos. Igazi anyjaként viseli gondját az ifjú hercegnek. |
| Louis             | René Auberjonois          | Balázs Péter     | Francia séf a királyi konyhán, akinek specialitása a töltött rák. De csak amíg nem találkozik Sebastiannal, aki nem az fajta, akit hamar serpenyőbe lehetne küldeni. |
| Agónia és Begónia | Paddi Edwards             | Kautzky József   | A két elektromos angolna, akik Ursula elkötelezett szolgái. A boszorkány jórészt kémkedésre használja őket, hogy rajtuk keresztül figyelemmel kísérje az Atlantikában történteket. Ezenkívül Ariel szemmel tartásával, és az Eric herceggel való szerelmének szabotálásával bízza meg őket. |
| Tengeri csikó     | Will Ryan                 | Kósa András      | Triton király tengeri csikó inasa és hírnöke. |
| Matrózok          | Mark Hamill               | Kránitz Lajos    | A film elején felbukkanó tengeri matrózok, akik a sellők népéről és Triton királyról mesélnek Ericnek. |
| Matrózok          | Tim Curry                 | Elekes Pál       | A film elején felbukkanó tengeri matrózok, akik a sellők népéről és Triton királyról mesélnek Ericnek. |
| Matrózok          | Hamilton Camp             | Surányi Imre     | A film elején felbukkanó tengeri matrózok, akik a sellők népéről és Triton királyról mesélnek Ericnek. |
| Mosónő            | N/A                       | Galambos Erzsi   | Az egyik pletykás mosónő a palotában. |
| Pap               | N/A                       | Kenderesi Tibor  | Szerzetes a hajón, aki össze akarja adni Ericet és a lánynak álcázott Ursulát. |
| Attina            | Caroline Vasicek          | Kocsis Judit     | Ariel nővérei, Triton király másik hat lánya. Ellentétben a filmmel, ahol csak néhány jelenet erejéig bukkannak fel, a későbbi televíziós sorozatban, már nagyobb szerepet kapnak. |
| Aquata            | Caroline Vasicek          | (nem szólal meg) | Ariel nővérei, Triton király másik hat lánya. Ellentétben a filmmel, ahol csak néhány jelenet erejéig bukkannak fel, a későbbi televíziós sorozatban, már nagyobb szerepet kapnak. |
| Andrina           | Kimmy Robertson           | Csellár Réka     | Ariel nővérei, Triton király másik hat lánya. Ellentétben a filmmel, ahol csak néhány jelenet erejéig bukkannak fel, a későbbi televíziós sorozatban, már nagyobb szerepet kapnak. |
| Alana             | Kimmy Robertson           | (nem szólal meg) | Ariel nővérei, Triton király másik hat lánya. Ellentétben a filmmel, ahol csak néhány jelenet erejéig bukkannak fel, a későbbi televíziós sorozatban, már nagyobb szerepet kapnak. |
| Adella            | Kimmy Robertson           | Simorjay Emese   | Ariel nővérei, Triton király másik hat lánya. Ellentétben a filmmel, ahol csak néhány jelenet erejéig bukkannak fel, a későbbi televíziós sorozatban, már nagyobb szerepet kapnak. |
| Arista            | Kimmy Robertson           | (nem szólal meg) | Ariel nővérei, Triton király másik hat lánya. Ellentétben a filmmel, ahol csak néhány jelenet erejéig bukkannak fel, a későbbi televíziós sorozatban, már nagyobb szerepet kapnak. |

## Betétdalok
| Magyar                   | Magyar                                   | Angol                        | Angol                            |
| Dal                      | Előadó                                   | Dal                          | Előadó                           |
| ------------------------ | ---------------------------------------- | ---------------------------- | -------------------------------- |
| Matrózok dala            | Bergendy-együttes                        | Fathoms Below                | Chorus                           |
| A hét kicsi lány         | Csellár Réka Kocsis Judit Simorjay Emese | Daughters of Triton          | Caroline Vasicek Kimmy Robertson |
| Vár rám a Föld           | Oszvald Marika                           | Part of Your World           | Jodi Benson                      |
| Miénk a Föld             | Oszvald Marika                           | Part of Your World (Reprise) | Jodi Benson                      |
| Ringat a víz             | Vass Gábor Bergendy-együttes             | Under the Sea                | Samuel E. Wright Chorus          |
| Szegény mélabús lélek    | Schubert Éva                             | Poor Unfortunate Souls       | Pat Carroll                      |
| Les Poissons             | Balázs Péter                             | Les Poissons                 | René Auberjonois                 |
| A lány csókra vár        | Vass Gábor Bergendy-együttes             | Kiss the Girl                | Samuel E. Wright Chorus          |
| Vanessa dala (rövid dal) | Oszvald Marika                           | Vanessa's Song (short song)  | Jodi Benson                      |
| Miénk a Föld (finálé)    | Bergendy-együttes                        | Part of Your World (Finale)  | Chorus                           |

## Produkció
A kis hableány elkészítését már maga Walt Disney tervbe vette az 1960-as években, csakúgy, mint további Andersen-mesék megfilmesítését. A végleges szerződés a film elkészítésére azonban csak 1985-ben született meg, mikor Ron Clements, Basil, a híres egérdetektív társrendezője vette a kezébe a munkálatokat, John Muskerrel az oldalán. A forgatókönyv rengeteg változáson ment keresztül, míg végül elkészült a végleges formája. Clements és Musker sokszor újra és újra átolvasták az eredeti könyvet, és itt-ott csiszoltak a történeten, hozzáadtak vagy elvettek valamit a szereplőkből; például, a filmből teljesen kiírták a hableány nagyanyjának karakterét, több szerepet adva ezzel Triton királynak, és a tengeri boszorkánynak. A film előkészületei jóval hamarabb megtörténtek, mint a gyártásba helyezés folyamata; ennek egyik oka volt, hogy a stúdió ugyanebben az időszakban, kezdte meg az Olivér és társai című film munkálatait, ami késedelmet eredményezett volna mindkét film megjelenésében. Így a stúdió az utóbbi filmen kezdett előbb dolgozni, míg a másik produkciót jegelték, és csak egy év eltéréssel mutatták be a mozikban.
A kis hableány volt az utolsó Disney film, melyet teljes egészében csak kézzel rajzoltak meg. Későbbi rajzfilmekben, mint az Aladdin vagy Az oroszlánkirály már CGI-technikát is alkalmaztak a komplikáltabb jelenetekhez. A legnagyobb kihívás az animátorok számára a sellők vízben való mozgásának megrajzolása volt. Glen Keane, aki Ariel vezetőanimátora volt, többek közt űrhajósok mozgását figyelte meg az űrben, hogy lássa, milyen is a súlytalanság állapota, amihez hasonló mozgás a vízben is érvényes. Sherri Stoner színésznő volt Ariel rajzmodellje, aki olykor napokat töltött el egy hatalmas üvegmedencében, hogy az animátorok lerajzolhassák az úszó női testet, vagy a hosszú haj lebegését a vízben. Többek közt így rajzolták meg a Part of Your World című betétdal jelenetét is, ahol a hableány csaknem tíz különböző figurában úszik. Ariel arcát a gyermek Alyssa Milano színésznő arcáról rajzolták. Ugyancsak hasonló kihívást jelentett Ursula, a tengeri boszorkány meganimálása. Az animátorok több hónapon keresztül tanulmányoztak élő polipokat, hogy hitelessé tegyék a karakter polipmozgását a filmben. Ezen kívül sok más tengeri állat mozgását és viselkedését figyelték meg, amik a filmben lényeges szereplők voltak.
A film elkészítése több éven keresztül zajlott Kaliforniában, a Disney ebben az időszakban nyitotta meg a Buena Vista Pictures filmstúdiót Floridában, ami immár a második stúdió volt, a Disney-MGM Studios mellett, a kaliforniai Walt Disney World-ben.

## Fontosabb díjak és jelölések
Oscar-díj (1990)
- díj: legjobb eredeti filmzene (Alan Menken)
- díj: legjobb eredeti filmdal (Alan Menken, Howard Ashman) – "Under the Sea"
- jelölés: legjobb eredeti filmdal (Alan Menken, Howard Ashman) – "Kiss the Girl"

Golden Globe-díj (1990)
- díj: legjobb eredeti filmzene (Alan Menken)
- díj: legjobb eredeti filmdal (Howard Ashman, Alan Menken) – "Under the Sea"
- jelölés: legjobb vígjáték vagy musical
- jelölés: legjobb eredeti filmdal (Alan Menken, Howard Ashman) – "Kiss the Girl"

## Televíziós megjelenések
- Disney Channel, Disney Junior, HBO, HBO 2, HBO 3
- RTL Klub
- M2